# Paratriaenops auritus
Paratriaenops auritus is een vleermuis uit de familie van de Rhinonycteridae. De wetenschappelijke naam van de soort werd voor het eerst geldig gepubliceerd door Grandidier in 1912.

## Voorkomen
De soort komt voor in Madagaskar.